# Geologia di Cipro
La geologia di Cipro presenta sia caratteri tipici della regione mediterranea sia caratteri peculiari.
Sull'isola in genere la vegetazione è scarsa, fatta eccezione per i monti Troodos, inoltre l'attività estrattiva presente sul territorio da epoche remote ha lasciato il sottosuolo esposto in molte aree. L'accessibilità e l'estensione degli affioramenti rocciosi hanno favorito il rilevamento geologico dell'isola, rendendola da tempo un'interessante meta geologica.

## Tettonica

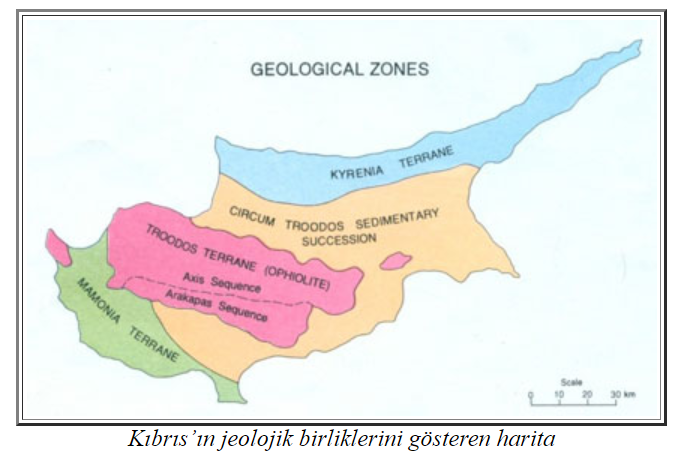

Dal punto di vista tettonostratigrafico a Cipro sono distinte quattro aree geologiche:
- l'Ofiolite di Troodos: forma i monti Troodos al centro dell'isola. L'ofiolite è stata obdotta durante il Terziario nella collisione continente-continente causata dalla orogenesi alpina. In questo raro processo, la crosta oceanica invece di essere subdotta al di sotto della crosta continentale più leggera, sovrascorre su di essa, distaccando l'intero complesso ofiolitico, formato da roccia del mantello e sedimenti marini profondi come le radiolariti. La sequenza ofiolitica di Cipro è considerata una delle sequenze complete meglio conservate al mondo, assieme a quelle dell'Oman e di Terranova.
- il complesso Mamonia (Gruppo di Dhiarzios, Gruppo di Aghios Photios, e Gruppo di Aghia Varvara): forma la zona sudorientale dell'isola, presso Paphos. Corrisponde al prisma di accrezione, la zona del fondale oceanico che non è stata sottoposta alla subduzione.
- la zona del Pentadaktylos (Formazione di Dhikomo, Formazione di Sykhari e Formazione di Hilarion): formano un'anticlinale di rocce carbonatiche nell'area nord dell'isola presso Kyrenia. Corrisponde a una parte di crosta di origine Europea sovrascorsa durante il Miocene
- la copertura autoctona (tra cui le più estese sono Formazione di Lefkara, Formazione di Pakhna, Formazione di Kalavasos, Formazione di Nicosia, Fanglomerati) : si tratta di sedimenti di varia origine (vulcaniti, calcari porosi, arenarie, conglomerati ed evaporiti), generalmente concordanti rispetto all'Ofiolite di Trodoos, deposti in due bacini sedimentari a nord e sud-ovest dell'isola. L'età varia dal Cretaceo Superiore ai depositi fluviali ed evaporitici recenti.

## Paleogeografia
A causa della formazione della crosta oceanica che ha originato l'ofiolite, circa 120 Ma Cipro era posta più a sud-ovest rispetto ad oggi: il territorio di Cipro si trovava all'epoca nel area di rift tra la placca africana e quella eurasiatica e  faceva parte del settore occidentale della Tetide.
Durante il Cretaceo superiore e il Paleogene Cipro è ruotato in senso antiorario di circa 90 gradi, ed è traslato verso nordest. Circa 45 Ma si è verificato anche il sovrascorrimento dell'anticlinale di Kyrenia a nord e del blocco Mamonia a sud.
La successiva sedimentazione di rocce calcaree ha lasciato solo sporadicamente tracce visibili dei movimenti tettonici su larga scala in atto. La tranquilla sedimentazione pelagica del Cretacico è stata interrotta solo da eventi occasionali, di tipo torbiditico o di altra natura. 
Durante il Miocene il fondale ha continuato a sollevarsi in modo significativo ed alcune parti dell'isola sono emerse. Proprio nel Miocene inferiore si è formato il calcare biocostruito della Formazione di Pakhna. All'epoca Cipro si trovava già quasi nella sua posizione attuale e si era già chiuso il corridoio marino tra Mar Mediterraneo ed Oceano Indiano.
Nel Pleistocene un ultimo episodio tettonico porta ad un nuovo sollevamento accompagnato da un'intensa erosione dei versanti che vanno a colmare la pianura di Mesaoria con i depositi dei Fanglomerati

## Galleria d'immagini

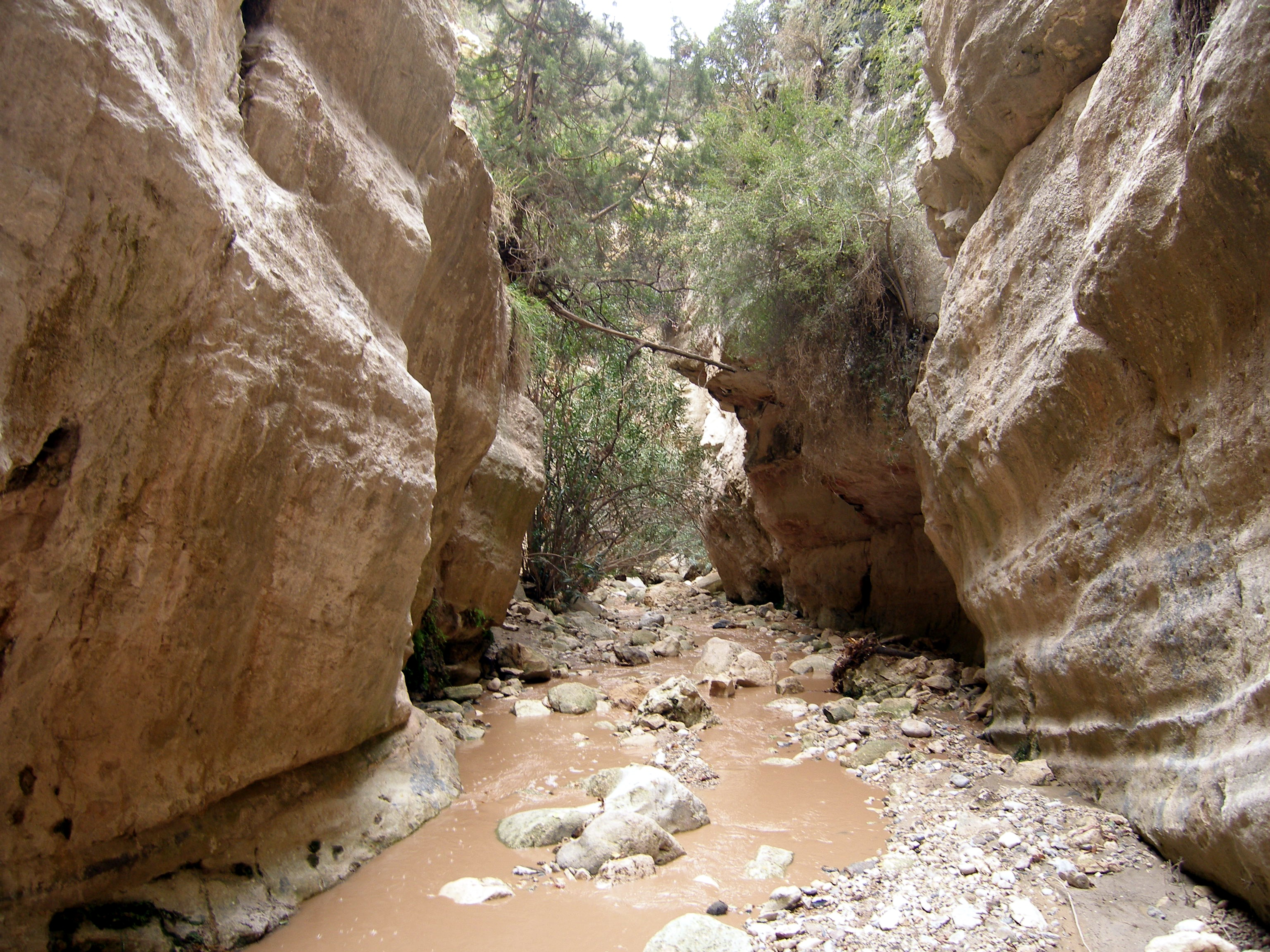
Gole dell'Avakas, scavate nella Formazione di Pakhna
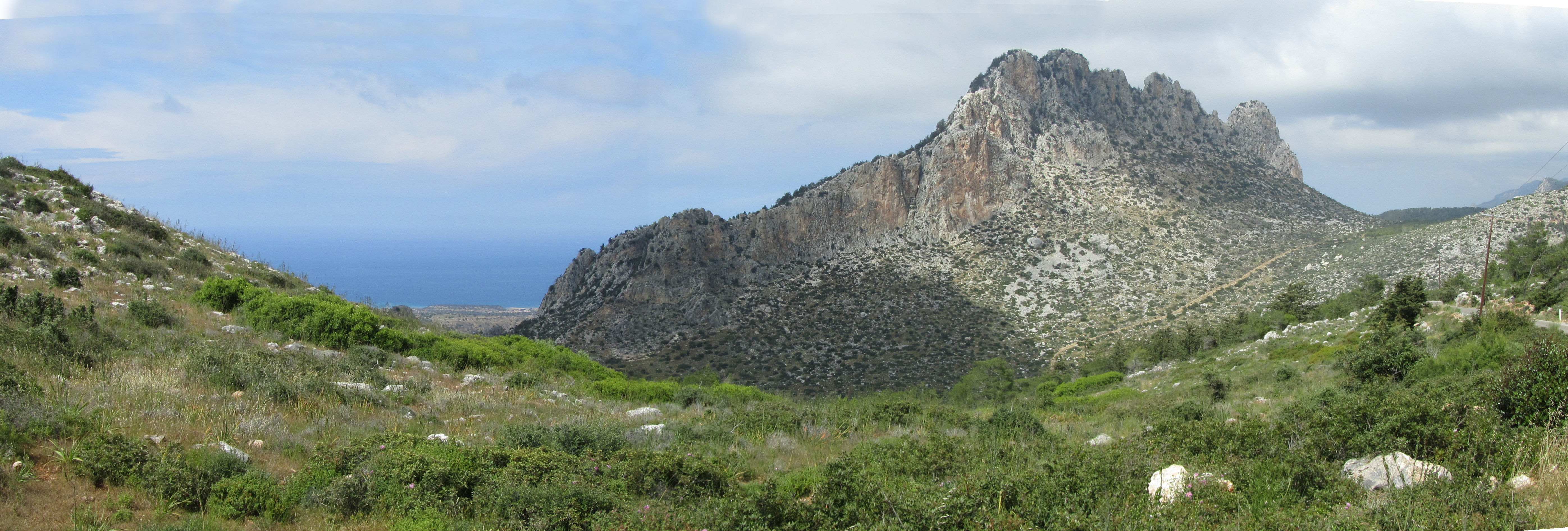
Monte Pentadattilo
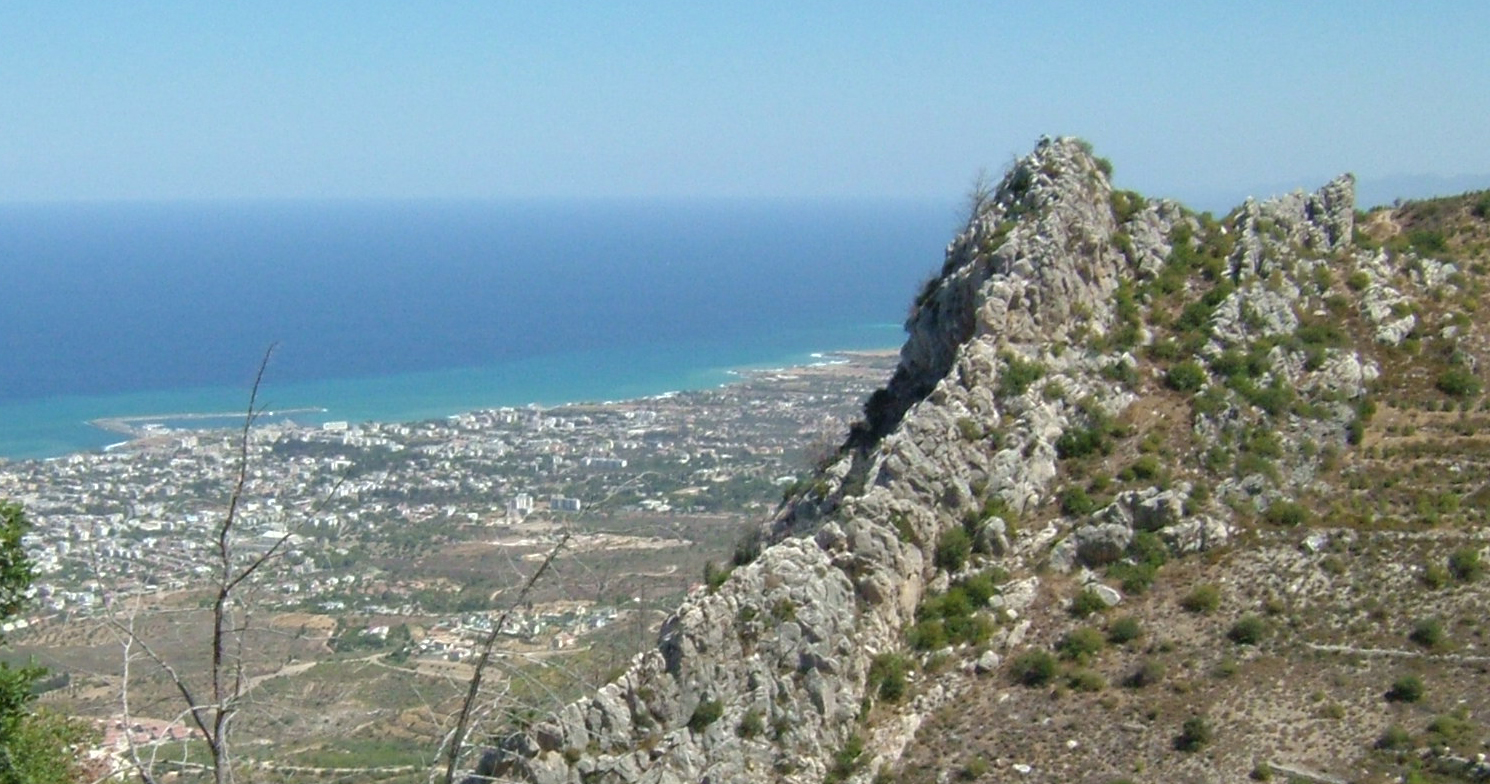
Panorama dalla Catena di Kyrenia
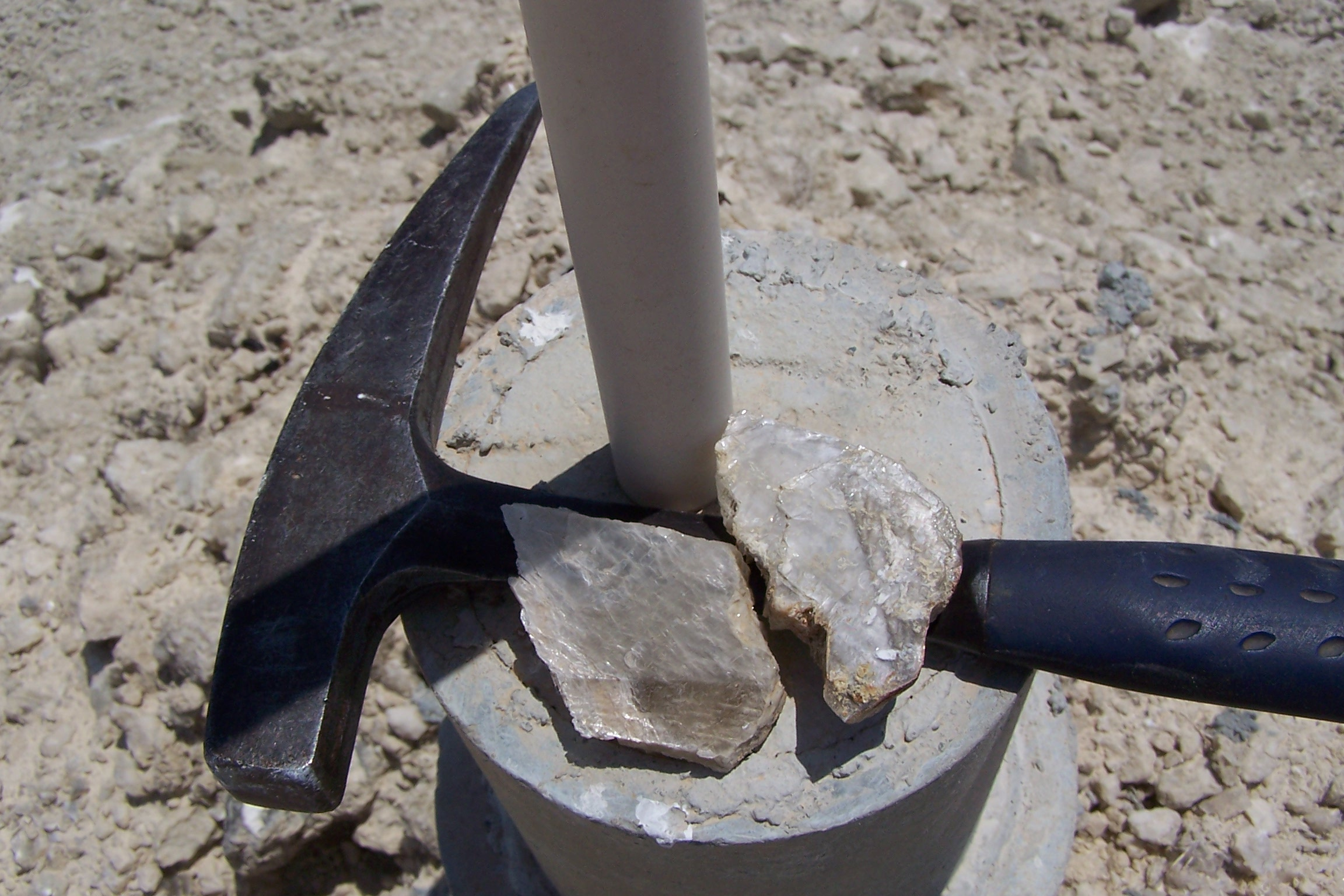
Gesso dalla cava di Tokhni